# Котлік (Аляска)
Котлік (англ. Kotlik) — місто (англ. city) в США, в окрузі Кусілвак штату Аляска. Населення — 655 осіб (2020).

## Географія
Котлік розташований за координатами 63°1′44″ пн. ш. 163°32′9″ зх. д. / 63.02889° пн. ш. 163.53583° зх. д. (63.028875, -163.535732).  За даними Бюро перепису населення США в 2010 році місто мало площу 11,66 км², з яких 9,79 км² — суходіл та 1,88 км² — водойми. В 2017 році площа становила 9,06 км², з яких 7,50 км² — суходіл та 1,56 км² — водойми.

## Демографія
Згідно з переписом 2010 року, у місті мешкало 577 осіб у 128 домогосподарствах у складі 110 родин. Густота населення становила 49 осіб/км².  Було 148 помешкань (13/км²).
Расовий склад населення:
| - 97,2 % — корінних американців - 1,9 % — білих - 0,3 % — азіатів |

До двох чи більше рас належало 0,3 %. Частка іспаномовних становила 0,2 % від усіх жителів.
За віковим діапазоном населення розподілялося таким чином: 41,4 % — особи молодші 18 років, 53,6 % — особи у віці 18—64 років, 5,0 % — особи у віці 65 років та старші. Медіана віку мешканця становила 21,7 року. На 100 осіб жіночої статі у місті припадало 113,7 чоловіків;  на 100 жінок у віці від 18 років та старших — 119,5 чоловіків також старших 18 років.
Середній дохід на одне домашнє господарство  становив 50 963 долари США (медіана — 39 583), а середній дохід на одну сім'ю — 51 287 доларів (медіана — 37 031). Медіана доходів становила 38 125 доларів для чоловіків та 38 750 доларів для жінок. За межею бідності перебувало 31,6 % осіб, у тому числі 32,6 % дітей у віці до 18 років та 15,0 % осіб у віці 65 років та старших.
Цивільне працевлаштоване населення становило 199 осіб. Основні галузі зайнятості: освіта, охорона здоров'я та соціальна допомога — 44,2 %, публічна адміністрація — 19,6 %, роздрібна торгівля — 17,1 %.